# Low Mountain, Arizona
Low Mountain je naseljeno područje za statističke svrhe u američkoj saveznoj državi Arizona. Prema popisu stanovništva iz 2010. u njemu je živjelo 757 stanovnika.